# Oresbius sibiricus
Oresbius sibiricus là một loài tò vò trong họ Ichneumonidae.